# Хидлер, Иоганн Непомук
Иоганн Непомук Хидлер или  Гютлер (нем. Johann Nepomuk Hiedler или Hütler; 19 марта 1807 — 17 сентября 1888) — предположительный отец Алоиса Шикльгрубера и дед Адольфа Гитлера по отцовской линии. Также Иоганн являлся прадедом Гитлера по линии матери.

## Биография
Иоганн Непомук родился 19 марта 1807 года. Он был десятым из одиннадцати детей в семье. Его родителями были Мартин Хидлер (1762—1829) и Анна Мария Гёши (1767—1854).
В 1829 году женился на Еве Марии Деккер (1792—1875) (Eva Maria Decker), когда ему было 22 года. Жена была на 15 лет старше его. Была главной в семье и правила по принципам крестьянского матриархата.
Жил в деревне Шпиталь около города Вайтра (Австрия). Иоганн Непомук Гюттлер был зажиточным человеком и последние 35 лет своей жизни жил как рантье. Ему принадлежала единственная гостиница в Шпитале. Имел трёх законорождённых дочерей:
- Иоганна Хидлер (19 января 1830 — 8 февраля 1906), вышла замуж за Иоганна Баптиста Пёльцля (1828—1902). В браке родилось 11 детей, включая Клару — будущую мать Адольфа Гитлера.
- Вальбурга Хидлер (11 апреля 1832 — 30 ноября 1900), в 1853 году вышла замуж за Йозефа Роммедера (1834—1911). Умерла бездетной и состоятельной. Часть её наследства досталось впоследствии Адольфу Гитлеру.
- Жозефа Хидлер (15 февраля 1834 — 13 мая 1859), замужем не была. Детей не имела.

Помимо этого имел незаконнорождённого сына Алоиса от Марии Анны Шикльгрубер (1796—1847) (Maria Anna Schicklgruber). 6 января 1876 года после смерти жены признал своё отцовство официально, после чего Алоис стал носить фамилию Гитлер (Хитлер) (Hitler). Гитлер (Hitler) вместо Хидлер (Hiedler) — ошибка церковного писца.
Непомук завещал Алоису значительную часть своих сбережений. Внучка Непомука, Клара, имела затяжной роман с Алоисом, прежде чем выйти за него замуж 7 января 1885 года в Браунау-на-Инне после смерти второй жены Алоиса, Франциски Матцельсбергер, умершей 10 августа 1884 года из-за туберкулёза. У Клары было 6 детей от Алоиса, и 20 апреля 1889 года она родила Адольфа Гитлера.
Передать единственному сыну свою фамилию Иоганн Непомук Хидлер смог только когда ушли из жизни и его жена, и старший брат с супругой — матерью Алоиса.

## Знаменитые родственники
- По прямой линии от Иоганна Непомука родственные связи прослеживаются к австрийскому ученому Рудольфу Коппентейнеру и австрийскому поэту Роберту Гамерлингу.